# Флевиль-деван-Нанси
Флеви́ль-дева́н-Нанси́ (фр. Fléville-devant-Nancy) — коммуна во французском департаменте Мёрт и Мозель, региона Лотарингия. Относится к кантону Томблен. Южный пригород Нанси.

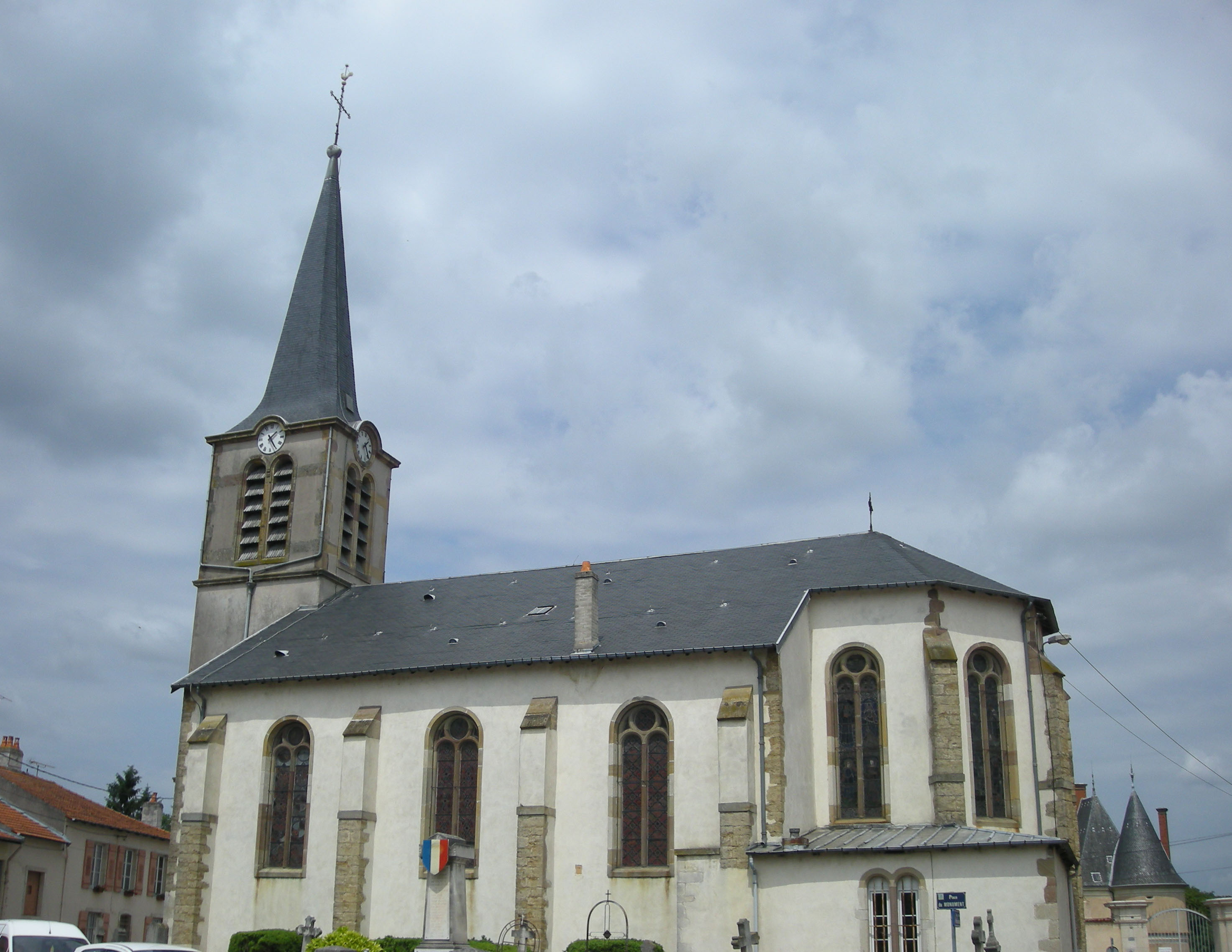
Церковь Флевиля.

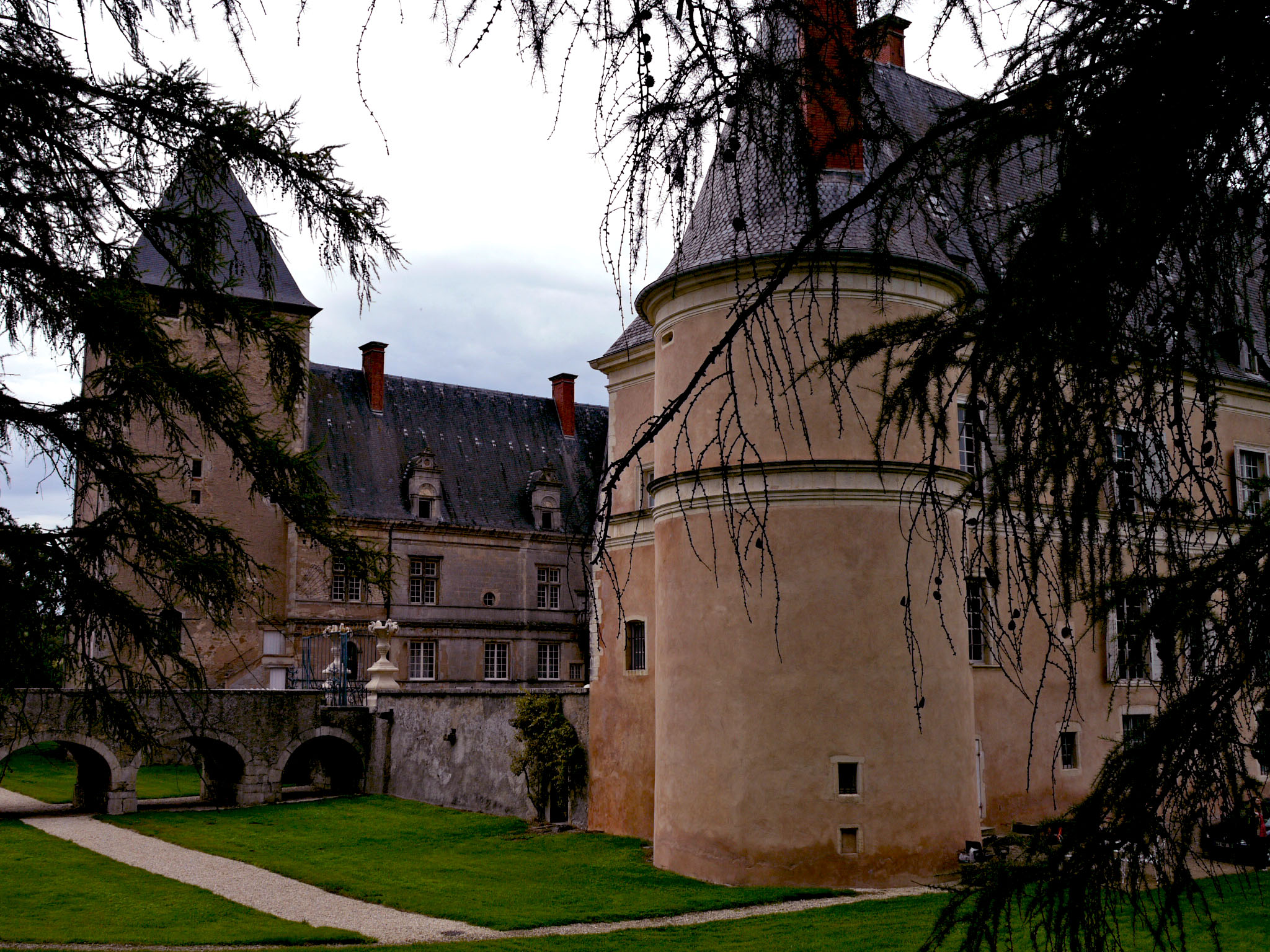
Замок Флевиля.

## Демография
Население коммуны на 2010 год составляло 2360 человек.
| 1962 | 1968 | 1975 | 1982 | 1990 | 1999 | 2010 |
| ---- | ---- | ---- | ---- | ---- | ---- | ---- |
| 346  | 323  | 1578 | 2009 | 2751 | 2626 | 2360 |

## Достопримечательности
- Замок Флевиля (XIV—XVI века)